# 函館大学付属有斗高等学校
函館大学付属有斗高等学校（はこだてだいがくふぞくゆうとこうとうがっこう）は、北海道函館市湯川町に所在する私立男子高等学校。
略称は「函館大有斗（はこだてだいゆうと）」、「函大有斗（かんだいゆうと）」。

## 沿革
- 1938年（昭和13年）9月 - 函館計理学校設立（1年制各種学校として）。
- 1940年（昭和15年）1月 - 函館高等計理学校（2年制乙種実業学校）に昇格。
- 1941年（昭和16年）10月 - 財団法人道南学院設立。3年制甲種実業学校に昇格。
- 1948年（昭和23年）3月 - 学制改革により函館有斗高等学校に改編。6月に財団法人野又学園に改称。
- 1951年（昭和26年）1月 - 学校法人野又学園に組織変更。
- 1957年（昭和32年）3月 - 函館有斗高等学校に女子商業部の設置が認可される。
- 1958年（昭和33年）12月 - 女子商業部は函館女子商業高等学校（現・函館大学付属柏稜高等学校）として独立開校が認可される。
- 1980年（昭和55年）3月 - 体育科を廃止。
- 1988年（昭和63年）4月 - 函館大学付属有斗高等学校と改称。
- 2005年（平成17年）9月 - 商業科を廃止。

## アクセス
- 函館空港から函館バスとびっこ「湯川中学校前」バス停下車、徒歩約3分
- 函館駅から函館バス6系統・59系統「湯川中学校前」バス停下車、徒歩約3分
- 函館市電「湯の川」電停下車、徒歩約15分
- 五稜郭駅から函館バス41系統「湯川中学校前」バス停下車、徒歩約3分

## 部活動
- 運動部
  - 硬式野球部 - 明治神宮野球大会5回・選抜高等学校野球大会6回・全国高等学校野球選手権大会7回出場。監督は片口伸之
  - サッカー部 - 全国高等学校総合体育大会3回・国民体育大会2回・全国高等学校サッカー選手権大会3回出場。
  - ラグビー部 - 全国高等学校選抜ラグビーフットボール大会1回・全国高等学校ラグビーフットボール大会12回出場。
  - ハンドボール部 - 全国高等学校総合体育大会23回・全国高等学校ハンドボール選抜大会22回出場。
  - バスケットボール部 - 全国高等学校総合体育大会2回・全国高等学校バスケットボール選手権大会1回出場。
  - バレーボール部 - 全国高等学校総合体育大会2回・全日本バレーボール高等学校選手権大会1回出場。
  - ボクシング部
  - 陸上部
  - 卓球部
  - 柔道部
  - 弓道部
  - 体操部
  - 硬式テニス部
  - 軟式テニス部
  - 剣道部
  - バドミントン部
- 文化部
  - 吹奏楽部 - マーチングバンド・バトントワーリング全国大会23回出場[1]、第39回大会では高等学校の部・マーチングバンド部門において金賞を受賞している[2]。
  - ESS部
  - パソコン部
  - 写真部
  - 放送部
  - 理科研究部
  - ボランティア事務局

## 著名な出身者

### 野球
- 佐藤義則 - プロ野球選手
- 盛田幸妃 - プロ野球選手
- 澤田剛 - プロ野球選手
- 川下将勲 - プロ野球選手
- 上野美記夫 - 高校野球指導者
- 船尾隆広 - 高校野球指導者

### サッカー
- 清川浩行 - プロサッカー選手
- 大澤英雄 - 大学サッカー指導者

### バスケットボール
- 後藤翔平 - プロバスケットボール選手

### バレーボール
- 古田史郎 - プロバレーボール選手

### ハンドボール
- 小澤基 - プロハンドボール選手
- 楢山修平 - プロハンドボール選手
- 清竜基 - プロハンドボール選手
- 高島晧平 - プロハンドボール選手
- 宮本辰弥 - プロハンドボール選手
- 田野平安行 - プロハンドボール選手
- 武田大伸 - プロハンドボール選手

### ラグビー
- 松本幸雄 - プロラグビー選手
- 小村淳 - プロラグビー選手

### 格闘技
- 山口圭司 - プロボクシング選手
- 杉谷実 - プロボクシング選手
- 杉谷満 - プロボクシング選手
- 大門寺崇 - プロレス選手

### 陸上
- 増野元太 - プロ陸上選手
- 城山正太郎 - プロ陸上選手
- 柳澤純希 - プロ陸上選手
- 加藤勇也 - プロ陸上選手

### 芸能
- 坪谷隆寛 - 俳優
- ワタナベヒロシ - 歌手
- 中村耕一 - 歌手
- 昆布ちゃん - お笑い芸人
- スター旭 - お笑い芸人
- デロリアン林 - お笑い芸人
- 北海太郎 - お笑い芸人

### 政治家
- 盛田昌彦 - 鹿部町長

### その他
- 小林敬 - 経営者

### 関係者
- 古溝克之 - 前硬式野球部監督
- 大野和雄 - 元教諭

## 系列校
- 社会福祉法人貞信福祉会
- 函館大学
- 函館短期大学
- 函館大学付属柏稜高等学校
- 函館短期大学付属幼稚園
- 函館短期大学付属調理製菓専門学校
- 函館歯科衛生士専門学校
- 函館看護専門学校
- 函館自動車学校
- 函館美原児童館
- 函館昭和児童館
- 函館神山児童館